# Викрадення із сералю
«Викрадення із сералю», KV 384, (нім. Die Entführung aus dem Serail) — зингшпіль на три дії Вольфганга Амадея Моцарта, лібрето Йогана Готліба Штефані.
Прем'єра відбулася 16 липня 1782 року в Відні.

## Історія
У липні 1781 року Моцарт одержав замовлення особисто від імператора Йозефа II, зацікавленого в розвитку національної опери. Лібрето написав інтендант віденського Бургтеатру Готліб Штефані за п'єсою Бретцнера «Бельмонт і Констанца, або Викрадення із сералю». Вірші Штефані не були зразком високого поетичного стилю, але ідеально збіглися з музичними думками самого Моцарта. Опера була готова в травні 1782 р., прем'єра відбулася 16 липня. Імператорові опера не сподобалася, що відбилося у відомому історичному анекдоті, але публіка прийняла оперу тепло. За висловом самого Моцарта, опера «у Відні не просто сподобалась, а наробила стільки галасу, що ні про що інше ніхто не хоче навіть і чути».
Створення цієї опери також пов'язане з ім'ям 19-річної сестри співачки Алойзії Вебер (з якою у Моцарта був роман), яка мала те саме ім'я, що й героїня нової опери — Констанца. Моцарт був закоханий у неї, але їх весіллю перешкоджали батьки нареченої, що не вважали композитора з невизначеним майбутнім вигідною партією, і батько Моцарта, який вважав, що буденні турботи сімейного життя унеможливлять кар'єру сина. Попри ці перешкоди, 4 серпня 1782 р. вони повінчалися.

## Дійові особи та перші виконавці
|                              |               | Прем'єра 16 липня 1782     |
| ---------------------------- | ------------- | -------------------------- |
| Бельмонт,іспанський дворянин | тенор         | Йоганн Валентин Адамбергер |
| Констанца,наречена Бельмонте | сопрано       | Катаріна Кавальєрі         |
| Блонда,служниця Констанци    | сопрано       | Терезія Тейбері            |
| Педрілло,слуга Бельмонте     | тенор         | Йоганн Ернст Дауер         |
| Осмін,зберігач сералю        | бас           | Йоганн Ігнац Людвіг Фішер  |
| Паша Селім                   | розмовна роль | Домінік Яуц                |
| Клаас                        | розмовна роль |                            |
| Хор яничарів                 |               |                            |

## Лібрето

### Перша дія
Молодий дворянин Бельмонте намагається проникнути в палац паші Селіма, розташований на березі моря. Він шукає свою наречену, Констанцу, що потрапила разом зі своєю служницею Блондхен в полон до паші. Спочатку він зустрічається з Осміном, але той не підпускає чужинця до палацу, особливо, коли прибулець запитує про свого слугу Педрілло, який надокучає керуючому.
Але Бельмонте все-таки вдається зустрітися з Педрілло, який розповідає господареві, як після аварії корабля пірати взяли в полон Констанцу, Блондхен і його самого і продали в рабство Селімові-паші. Турецький вельможа закохався в Констанцу, але дівчина відкидає всі його залицяння, а Блондхен він подарував Осміну.
Паша має незабаром повернутися з прогулянки по морю, на яку він взяв і Констанцу. Паша захоплюється архітектурою, тому Педрілло вважає найрозумнішим представити свого господаря Селімові як відомого архітектора. Коли після повернення з прогулянки паша залишається один, Педрілло представляє йому Бельмонте як знаменитого архітектора. Паша пропонує юнакові вступити до нього на службу, і той погоджується. Але і тепер Бельмонте важко потрапити до палацу через підозрілість Осміна.

### Друга дія
Сад паші Селіма ... Осмін залицяється до Блондхен, але дівчина лише жартує з ним, водить старого за ніс. Констанца сумна, вона думає про втрачену свободу і про свого коханого, Бельмонте. З'являється паша. Він попереджає дівчину, час, даний їй на роздуми, наближається до кінця, завтра вона повинна відповісти на його почуття. Проте дівчина непохитна, вона скоріше піде на смерть, ніж на муки.
Педрілло зустрічається з Блондхен і повідомляє їй, що прибув Бельмонте, що він вже в будинку і готовий план втечі: опівночі чоловіки підставлять драбину до вікна і всі разом попрямують до корабля, який стоїть у порту на якорі. Є одна перешкода: Осмін, але його можна приспати.
Сутеніє. Педрілло пригощає Осміна кіпрським вином, до якого підмішана снодійне. Як істинному мусульманину, Осміну, зрозуміло, не можна пити вино. Проте, після довгих умовлянь він все ж прикладається до келиха, і ось вже старий геть п'яний, і Педрілло відносить його в будинок.
Ніч ... Бельмонте проникає в парк і нарешті зустрічається з Констанцею, з'являється і друга пара: Блондхен і Педрілло. Усі четверо мріють про щастя знову знайти свободу.

### Третя дія
Все готово до втечі. Констанці і Бельмонте вже вдалося врятуватися з палацу. Але Педрілло забарився зі звільненням Блондхен, і один з рабів зауважує приставлену до вікна драбину і піднімає такий галас, що навіть п'яний Осмін тверезіє. Негайно піднімають на ноги варту.
Втікачів приводять до паші Селіма. Бельмонте пропонує багатий викуп. Він відкриває своє справжнє ім'я: його звуть Лостадос, його батько був правителем Оран. Але це визнання мало не коштувало їм усім життя. Справа в тому, що саме батько Бельмонте розорив Селіма і вигнав його з рідної країни. Таким чином, юнак потрапив у руки свого заклятого ворога й навряд чи може розраховувати на пощаду. Але Селім-паша не наслідує приклад батька Бельмонте. Він відпускає полонених на свободу, не зважаючи на заперечення Осміна, який мріє про помсту і до того ж не хоче розлучатися з чарівною Блондхен.
Прощаючись, Констанца, Бельмонте, Блондхен і Педрілло, сповнені почуття вдячності, вихваляють доброту і великодушність паші.

## Структура
- Увертюра

### Дія 1
- N.1 Арія Бельмонта (Hier soll ich dich denn sehen, Konstanze!)
- N.2 Пісня Осміна (Wer ein Leibchen hat gefunden) и Дует Осміна и Бельмонта(Verwünscht seist du samt deinem Liede!)
- N.3 Арія Осміна (Solche hergelauf’ne Laffen)
- N.4 Речитатив (Konstanze, dich wiederzusehen!)
  - і Арія Бельмонта (O wie ängstlich, o wie feurig klopft mein liebevolles Herz)
- N.5 Хор яничарів (Singt dem grossen Bassa Lieder)
- N.6 Арія Констанци (Ach ich liebte, war so Glücklich)
- N.7 Терцет Осміна, Бельмонта и Педрілло (Marsch, marsch, marsch! Trollt euch fort!)

### Дія 2
- N.8 Арія Блонди (Durch Zärtlichkeit und Schmeicheln)
- N.9 Дует Блонди и Осміна (Ich gehe, doch rate ich dir)
- N.10 Речитатив (Welcher Wechsel herrscht in meiner Seele)
  - і Арія Констанци (Traurigkeit ward mir zum Lose)
- N.11 Арія Констанци (Martern aller Arten)
- N.12 Арія Блонди (Welche Wonne, welche Lust)
- N.13 Арія Педрілло (Frisch zum Kampfe! Frisch zum Streite!)
- N.14 Дует Педрілло и Осміна (Vivat Bacchus! Bacchus lebe!)
- N.15 Арія Бельмонта (Wenn der Freunde Tränen fliessen)
- N.16 Квартет Бельмонта, Констанци, Блонди и Педрілло (Ach, Belmonte! Ach, mein Leben!)

### Дія 3
- N.17 Арія Бельмонта (Ich baue ganz auf deine Stärke)
- N.18 Романс Педрілло (In Mohrenland gefangen war)
- N.19 Арія Осміна (O, wie will ich triumphieren)
- N.20 Речитатив (Welch ein Geschick! O Qual der Seele!)
  - і Дует Бельмонта и Констанци (Meinetwegen sollst du sterben!)
- N.21a Водевиль (Nie werd' ich deine Huld verkennen)
- N.21b Хор яничарів (Bassa Selim lebe lange!)